# Kanae Ruka
Kanae Ruka (佳苗 るか (Giai-Miêu Lưu-Hạ) 4 tháng 3 năm 1993 –) là một nhà biên kịch và cựu nữ diễn viên khiêu dâm người Nhật Bản. Cô là một thành viên của nhóm anison và vocaloid T♡Project.
Cô sinh ra tại Nagano, và cô thuộc về công ti T-Powers.

## Sự nghiệp
Tháng 5/2012, cô ra mắt ngành phim khiêu dâm với phim "First impression". Trước khi vào ngành, cô chỉ từng quan hệ với 1 người đàn ông.
Lần đầu cô quan hệ tình dục là vào năm hai trung học, với một người nhỏ hơn cô 1 tuổi.
Tại Giải thưởng truyền hình phim khiêu dâm Sky PerfecTV! 2013, cô được thông báo sẽ tham gia nhóm thần tượng "me-me*" cùng với Fujikita Ayaka và Hatano Yui, thay thế Naruse Kokomi đã rời nhóm, và nhóm đã trình diễn trực tiếp tại sự kiện.
Tháng 7/2014, cô đã tham gia cuộc thi độ nổi tiếng của các nữ diễn viên để được chọn làm nhân vật trong trò chơi Ryū ga Gotoku của Sega và đã xếp thứ 16, giúp cô có được một vai trong Ryū ga Gotoku 0: Chikai no Basho.
Cô đã được đề cử tại Giải thưởng phim người lớn DMM.R18 2016. Tháng 10/2016, cô bắt đầu hoạt động với tư cách là thành viên của T♡Project (các thành viên khác bao gồm Ōtsuki Hibiki và Hatano Yui).
Cô đã nhận giải Nữ diễn viên xuất sắc nhất tại SOD Adult Award năm 2018.
Mặc dù cô đã dừng đóng phim khiêu dâm vào ngày 3/6/2018, cô tiếp tục thuộc về công ti T-Powers. Cô đã bắt đầu làm biên kịch dưới tên Fairy Kanae vào năm 2019. Cô thường làm biên kịch cho các phim khiêu dâm.
Tháng 6/2020, cô được đề cử trong "Giải đấu lấy ý kiến nữ diễn viên khiêu dâm yêu thích nhất mọi thời đại" được tài trợ bởi Cyzo. Vào ngày 28 cùng tháng, cô đã tham gia buổi chụp hình cho hãng phụ kiện cơ thể Pharfaite.
8/7/2021, cô cùng nhóm T♡Project lần đầu xuất hiện sau 3 năm tại sự kiện trực tiếp "LADY MADONNNA Vol.13" được tổ chức tại Aoyama RizM ở Tokyo.

## Đời tư
Sở thích của cô là xem anime, chơi trò chơi và hóa trang. Kĩ năng đặc biệt của cô là bơi lội và vẽ tranh.
Tại thời điểm cô là một nữ diễn viên độc quyền, cô cũng làm việc với tư cách là một điều dưỡng.
Cô đã nói trong một cuộc phỏng vấn rằng cô ra mắt ngành phim khiêu đâm để thay đổi tính cách hướng nội và ít nói của cô.
Cô được biết đến vì kĩ năng bắn tinh vì trong các phim của cô cô thường xuất tinh, và mặc dù cô có luyện tập kĩ năng này trong những ngày đầu, cô đã không diễn khi xuất tinh. Cơ quan sinh dục của cô phù hợp với điều này, và cô dễ xuất tinh hơn khi phần phía trên âm đạo được đẩy lên, và tốt nhất là khi nó bị bẻ cong bởi một dương vật lớn.
Khi cô diễn tự do và không có kịch bản, cô thường liếm hậu môn và kích dục bằng tay.
Cô có một con mèo thuộc giống mèo tai cụp, và tên nó là "Menma-chan".
22/3/2021, cô đã hát trực tiếp các bài anime từ thập niêm 80 và 90 tại Sangenjaya Grapefruit Moon ở Tokyo.
30/7/2022, cô mở một quán bar theo chủ đề ở Shinjuku có tên cafe＆bar ARUE.